# Gastrin
Gastrin oder Polypeptid 101 (PP 101) ist ein Peptidhormon des Magen-Darm-Traktes und übt – neben anderen Wirkungen wie z. B. der Erhöhung des Kardiasphinktertonus – den stärksten Reiz für die Produktion von Magensäure aus.
Strukturell ist es eng verwandt mit Cholecystokinin. Das Gastrin wird in den G-Zellen im Antrum pyloricum des Magens und im Duodenum gebildet und von dort über Blutgefäße zu seinen Wirkorten transportiert. Selten kann eine vermehrte Gastrinproduktion durch einen hormonproduzierenden Tumor, ein sogenanntes Gastrinom, vorkommen.

## Geschichte
Gastrin wurde 1964 erstmals vom britischen Chemiker George Wallace Kenner und vom britischen Physiologen Roderic Alfred Gregory isoliert und dessen Struktur bestimmt.

## Formen

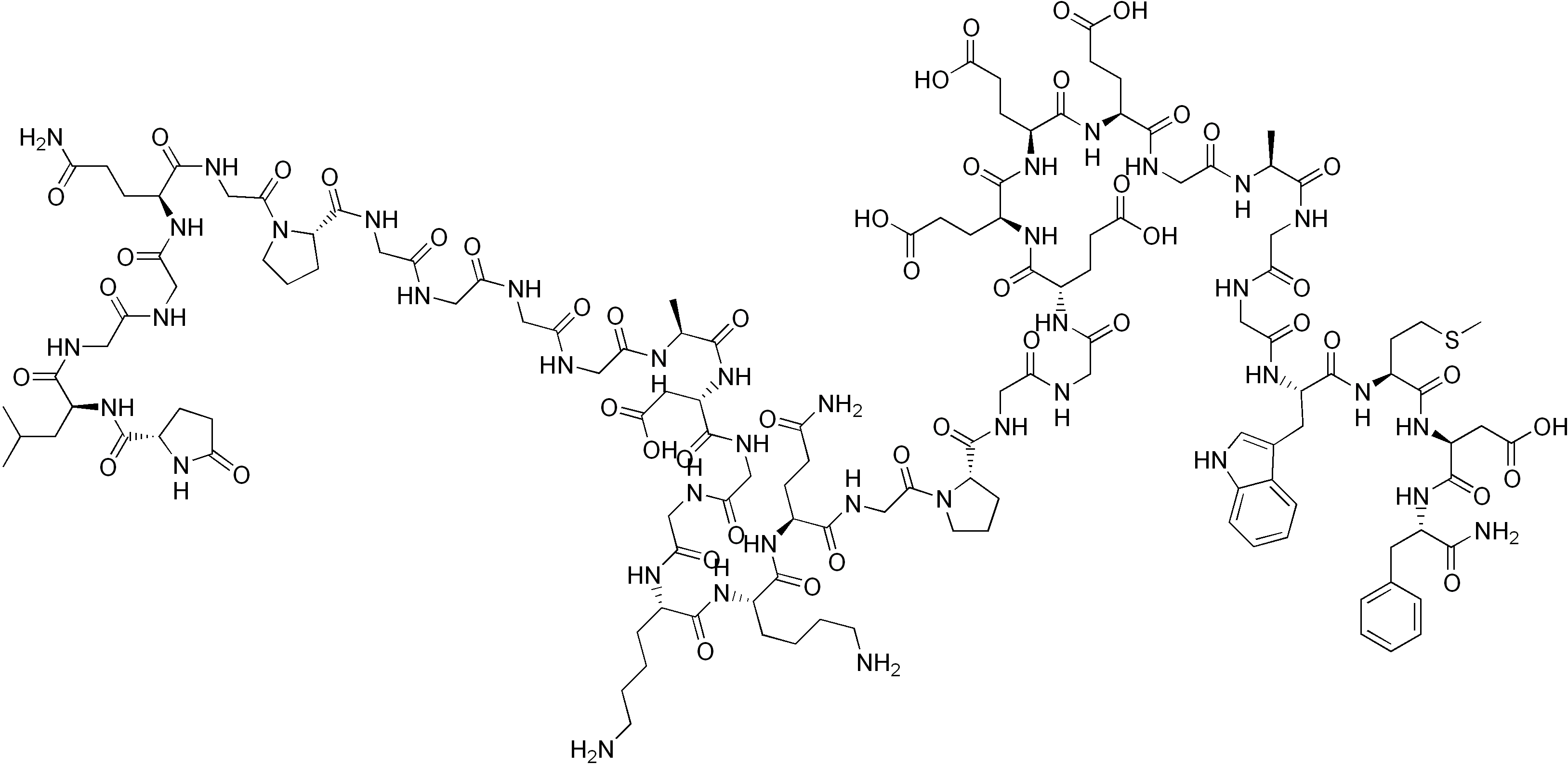
Big Gastrin

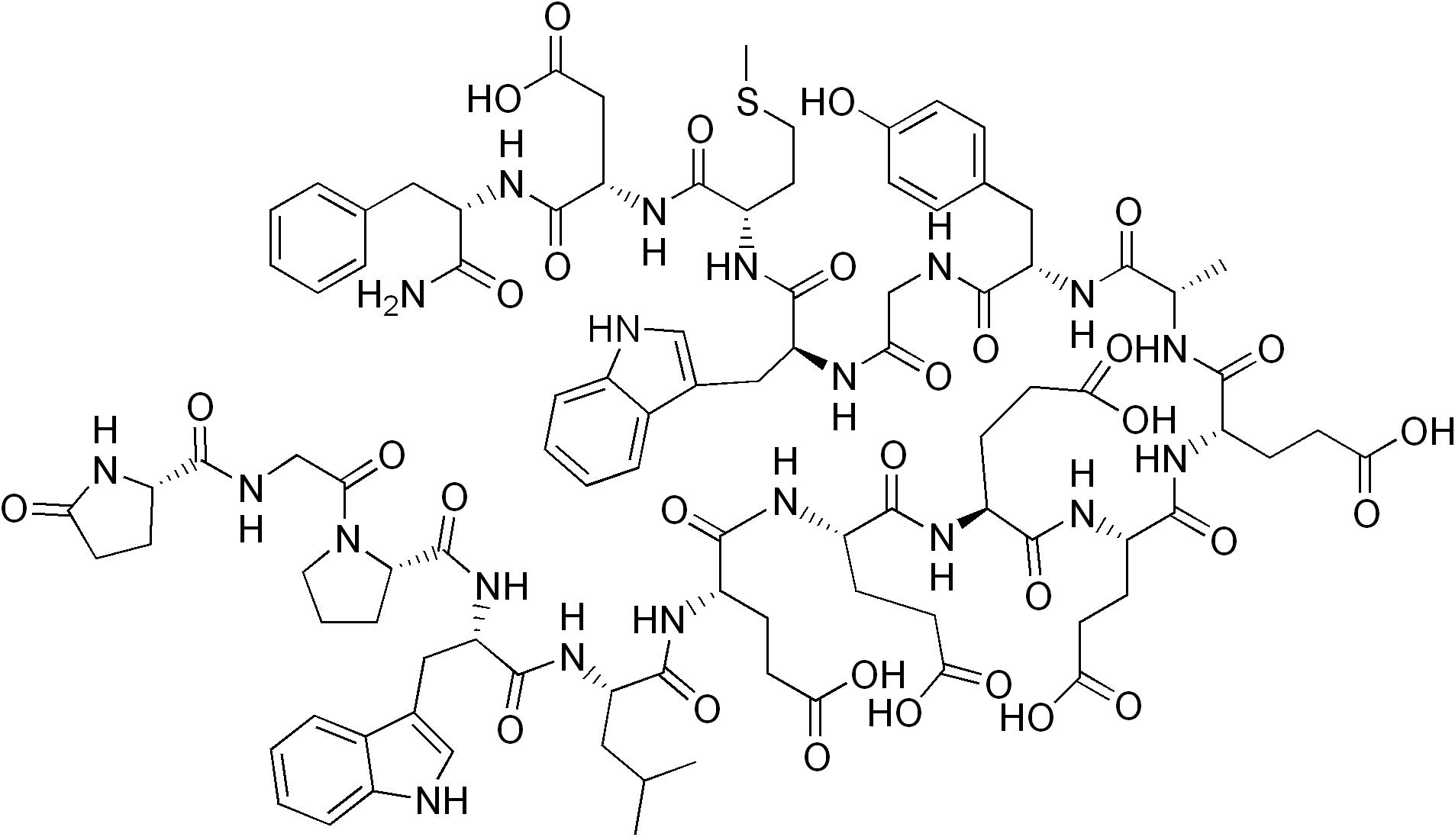
Gastrin I

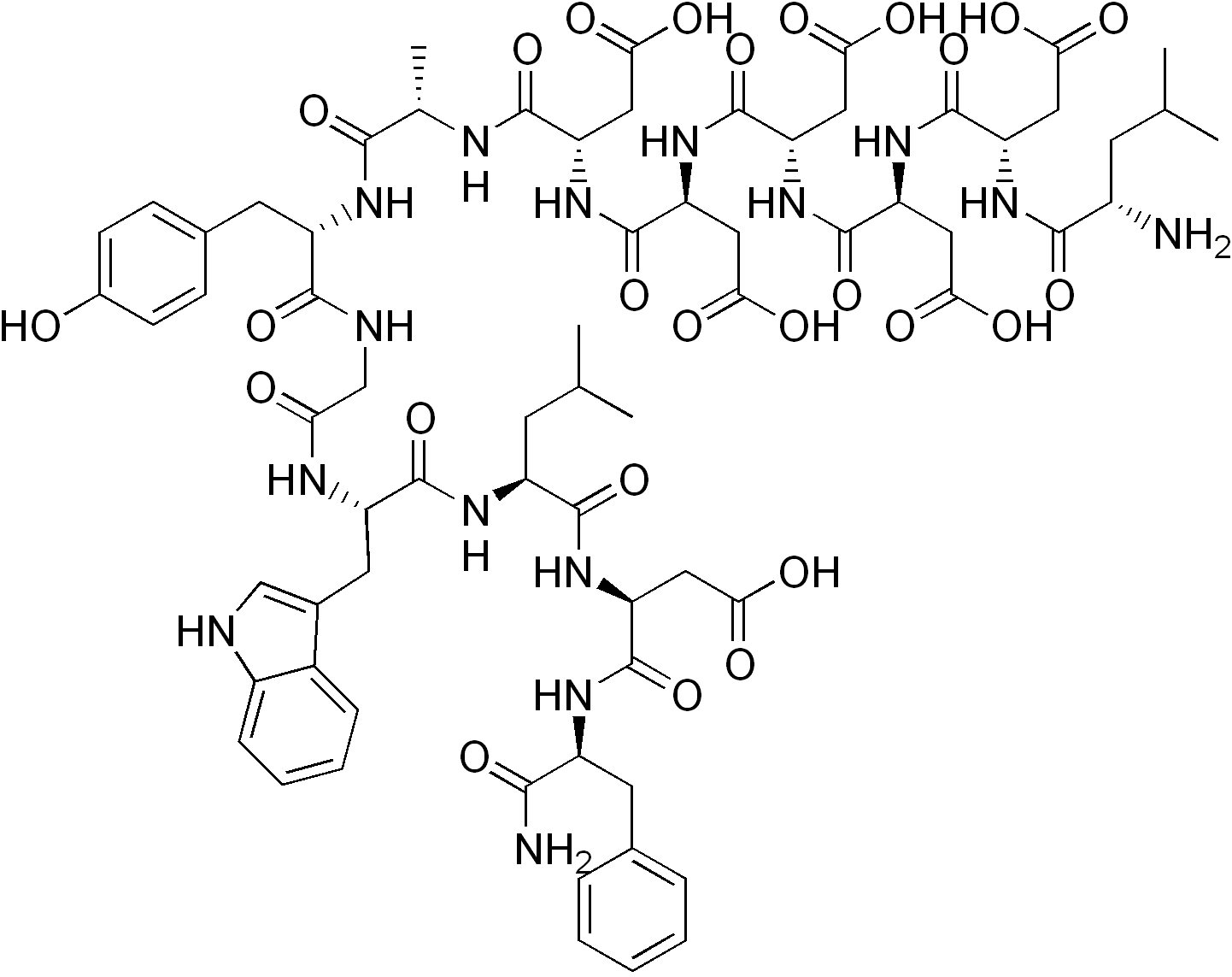
Mini-Gastrin

Die drei Formen des Gastrin unterscheiden sich in der Länge ihrer Peptidkette:
| Gastrin-Form                    | Länge der Peptidkette |
| ------------------------------- | --------------------- |
| Big Gastrin                     | 34 Aminosäuren        |
| Gastrin I und II                | 17 Aminosäuren        |
| Mini-Gastrin auch Gastrin(5-17) | 14 Aminosäuren        |

## Steuerung der Abgabe
Die Sekretion (Absonderung) von Gastrin wird stimuliert durch:
- die Dehnung des Magens (insbesondere durch Essen)
- Proteine und Peptide in der Nahrung
- Reizung des Nervus vagus und die darauf folgende Ausschüttung von GRP (Gastrin Releasing Peptid) und Acetylcholin (somit auch durch Konsum von Nikotin)
- Alkoholkonsum, Coffein, nicht durch andere Methylxanthine[4]

Die Sekretion wird gehemmt durch:
- pH-Wert unter 3
- VIP (vasoaktives intestinales Peptid)
- Somatostatin
- Sekretin
- GIP (Gastrin Inhibiting Peptid)
- Neurotensin

## Wirkung
Gastrin wirkt vor allem auf den Magen. Es stimuliert:
- die glatte Muskulatur des Magens,
- die Produktion von Pepsinogen (Proteinabbauprotein-Vorstufe) in den Hauptzellen des Magens,
- die Salzsäure-Produktion der Belegzellen (Aktivierung der PLCβ) und
- die Histamin-Produktion (Gewebshormon, hier zur Stimulation der Salzsäure-Produktion) der sog. ECL-Zelle (Enterochromaffine-like cell).

Gastrin wirkt auch auf die Bauchspeicheldrüse, es stimuliert dort die Ausschüttung von Insulin (Blutzuckersenker), Glukagon (Blutzuckersteigerer) und Somatostatin (Gastrin- und Pepsin-Hemmer).

### Entkoppelte Wirkung
Beim Zollinger-Ellison-Syndrom wird durch multiple neuroendokrine Tumoren (NET), welche sich dann am häufigsten in der Bauchspeicheldrüse, dem Dünndarm oder der Leber finden, autonom Gastrin produziert.
Durch das dauerhafte Anfluten des Gastrins im Blut wird der normalerweise geschlossene Regelkreis durchbrochen.
Im Magen reagieren die Belegzellen auf die unphysiologisch erhöhten Gastrinspiegel mit einer Hyperplasie und produzieren vermehrt Salzsäure. Das wiederum kann zu weiteren Schäden in der Magen- und Dünndarmschleimhaut führen.